# Bruno Primetshofer
Bruno Primetshofer CSsR (* 12. Januar 1929 in Linz, Oberösterreich; † 26. März 2014 in Wien) war ein römisch-katholischer Ordensgeistlicher und österreichischer Kirchenrechtler.

## Leben
Bruno Primetshofer wuchs in Attnang-Puchheim auf. Nach seiner Matura in Gmunden studierte er zunächst Rechtswissenschaften in Innsbruck. 1948 trat er der Ordensgemeinschaft der Redemptoristen bei und studierte an der Ordensschule in Mautern in Steiermark Philosophie und Katholische Theologie. Am 21. November 1952 legte er die Ewige Profess ab. Nach seiner Priesterweihe am 18. Juli 1954 in Mautern war er zunächst Studentenpater und Novizensozius. Von 1955 bis 1958 absolvierte er ein kirchenrechtliches Doktoratsstudium an der Päpstlichen Lateranuniversität in Rom und wurde mit einer Arbeit über Ehe und Konkordat zum Dr. iur. can. promoviert.
Er war Lektor für Kirchenrecht und Liturgik in Mautern (1958–1972) und habilitierte sich 1967 an der Katholisch-Theologischen Fakultät der Universität Wien. An der 1966 neugegründeten Hochschule für Sozial- und Wirtschaftswissenschaft in Linz lehrte er ab 1967 Kirchenrecht und kirchliche Rechtsgeschichte und wurde 1972 zum ordentlichen Professor ernannt. Von 1974 bis 1975 war er Dekan der rechtswissenschaftlichen Fakultät der umfirmierten Johannes Kepler-Universität Linz.
1982 wurde er als Nachfolger von Alexander Dordett als Universitätsprofessor für Kirchenrecht an die Universität Wien berufen, wo er auch Dekan der Katholisch-Theologischen Fakultät war. 1997 wurde er emeritiert. Sein Nachfolger wurde 2000 Ludger Müller. Er war Gastprofessor an der Péter-Pázmány-Universität in Budapest und lehrte Ordens- und Eherecht in Heiligenkreuz (Niederösterreich).
1967 wurde er Ehebandverteidiger (Defensor vinculi) am Bischöflichen Diözesangericht in Linz. Ab 1970 war er ordentliches Mitglied der Wiener Katholischen Akademie und 1975 wurde er Mitglied der Theologischen Kommission Österreichs. Von 2002 bis 2012 war Primetshofer auch Vizeoffizial und später Gerichtspräsident des Erzbischöflichen Diözesan- und Metropolitangerichts im Erzbistum Wien. Er war 10 Jahre lang Konsultor in Fragen des Kanonischen Rechts in der römischen Kurie.
Bruno Primetshofer war langjähriger Provinzkonsultor und Provinzvikar (1969–1978 und 1981–1987) sowie Rektor der Klöster in Mautern (1967–1972), Puchheim (1981–1984) sowie in Maria am Gestade (1987–1993 und 1996–2002).
Primetshofer hat zahlreiche Veröffentlichungen verfasst, darunter Standardwerke im Bereich des Ordensrechtes, des Konkordates und des Eherechtes.

## Ehrungen (Auswahl)
- Ernennung zum Konsistorialrat
- Kardinal-Innitzer-Preis für die 1960 publizierte Dissertation über "Ehe und Konkordat"[1]
- Ehrendoktorwürde Dr. theol. h.c. der Katholisch-Theologischen Privatuniversität Linz (2009)
- Ehrenring seiner Heimatstadt Attnang-Puchheim

## Schriften
- Die Ernennung von Bischöfen in Österreich, Deutschland und der Schweiz, Herder 1996, OCLC 80678168.
- Ordensrecht: Auf der Grundlage des Codex Iuris Canonici 1983 unter Berücksichtigung des staatlichen Rechts der Bundesrepublik Deutschland, Österreichs und der Schweiz, Druck- und Verlagshaus Rombach 2003 (4. Auflage), ISBN 3793093549
- Das kirchliche Vermögen, seine Verwaltung und Vertretung: Handreichung für die Praxis, Verlag Österreich 2010 (2. Auflage), ISBN 3704661414, zusammen mit Helmuth Pree